# Beinette
Beinette là một đô thị tại tỉnh Cuneo trong vùng Piedmont của Italia, vị trí cách khoảng 80 km về phía nam của Torino và khoảng 8 km về phía đông của Cuneo. Tại thời điểm ngày 31 tháng 12 năm 2004, đô thị này có dân số 2.898 người và diện tích 17,4 km².
Beinette giáp các đô thị: Chiusa di Pesio, Cuneo, Margarita, Morozzovà Peveragno.